# 코젤스크

위치

코젤스크(러시아어: Козельск, 영어: Kozielsk)는 칼루가주에 있는 도시이고, 지스드라강(오카강의 지류)이 흐른다. 칼루가에서는 72 km떨어져 있다. 2002년 이 도시의 인구조사에서는 1만 9,907명의 주민이 거주한다.